# Hilbert (Mondkrater)
Hilbert ist ein Mondkrater auf der Mondrückseite in der südlichen Hemisphäre.
| Buchstabe | Position            | Durchmesser | Link |
| --------- | ------------------- | ----------- | ---- |
| A         | 16,18° S, 109,13° O | 10 km       |      |
| E         | 16,59° S, 112,31° O | 48 km       |      |
| G         | 18,64° S, 114,14° O | 50 km       |      |
| H         | 18,44° S, 109,95° O | 16 km       |      |
| L         | 21,15° S, 109,05° O | 33 km       |      |
| S         | 18,38° S, 106,04° O | 11 km       |      |
| W         | 17,35° S, 107,86° O | 19 km       |      |
| Y         | 15,89° S, 107,76° O | 23 km       |      |